# H2O: Vízcseppből varázslat
A H2O: Vízcseppből varázslat (eredeti cím: H2O: Mermaid Adventures) a Netflix által készített 2015-ös ausztrál–francia online 2D-s számítógépes animációs sorozat, mely a H2O: Egy vízcsepp elég című ausztrál filmsorozat alapján készült, melynek alkotója Jonathan M. Shiff. A sorozat producere Denis Olivieri, rendezője pedig Tian Xiao Zhang. Műfaja fantasyfilmsorozat. Az első évad részeit 2015. május 22-én mutatták be, a második évad részeit pedig 2015. július 15-én. Magyarországon a Minimax mutatta be 2018. január 6-án.

## Ismertető
Három elválaszthatatlan barátnő különös vízalatti kalandjait ismerhetjük meg. A víz alatt egy teljesen új világ nyílik meg számukra, ahol ők maguk is varázslatos sellővé változnak. Barátságukat a képességüket övező titok teszi még szorosabbá.

## Szereplők

### Főszereplők
- Rikki Chadwick – A csapat lázadója, közeli barátja Emmának és Cleonak. Miután sellővé vált, Rikki képes lett a víz felforralására.
- Emma Gilbert – Észszerűbb, és olykor felelősségteljesebb barátai között. Korábban szinkronúszó volt. Miután sellővé vált, Emma képes lett a víz megfagyasztására.
- Cleo Sertori – Egy félénk lány, akit nagyon érdekel a tengeri biológia. Miután sellővé vált, Cleo képes lett a víz irányítására.
- Lewis McCartney – Egy technikai zseni, aki szoros barátságot ápol a lányokkal, valamint odavan Cleoért. Segíti a lányokat kalandjaik során, a figyelemeltereléstől a technikai támogatásig.
- Bernie – Egy remeterák, akit Cleo mentett meg az első epizódban. Miután a lányok sellővé válnak, Bernie képes beszélni velük, és rendszeresen megkéri őket, hogy segítsenek neki, amikor baj van az óceánban.

### Mellékszereplők
- Zane Bennett – Olykor bajkeverő és látszólag kedveli Rikkit.
- Miriam Kent – Delfinváros polgármesterének elkényeztetett lánya, aki sokszor bajt okoz a lányoknak.
- Byron – Egy osztályba jár a lányokkal, sokat szörfözik és látszólag kedveli Emmát.
- A "Vandál banda" – Egy bajkeverőkből álló csoport. Tagjai Murray a muréna angolna, Danny a polip, és Burke a pörölycápa. Rendszeresen problémákat okoznak az öbölben élőknek.

### További szereplők

#### Emberek
- Donald Sertori – Cleo édesapja
- Elliott Gilbert – Emma öccse
- Harrison Bennett – Zane apja
- Mr. Kent – Delfinváros polgármestere
- Kim Sertori – Cleo kishúga
- Stanley Finch – híres régész
- Cynthia – Miriam barátnője
- Abby – az iskola újságírója
- Jonas – a Juicy Bar tulaja
- Jeff – az Ócenáriumban dolgozik
- Terry Chadwick – Rikki édesapja
- Lambert úr – az Ócenárium vezetője

#### Az öbölben élők
- Enzo – a gömbhal
- Teddy – a teknőskölyök
- Robby és Bobby – a delfin ikrek
- Marcel – a sügér
- Sue – a rejtélyes és bölcs ördögrája
- Carlotta – az énekes és díva medúza
- Ziggy – a bohóchal
- Olga – az óriáspolip
- Zita – Bernie angolna barátja

## Magyar változat[3]
A szinkront a Minimax megbízásából a Subway Stúdió készítette.
- Magyar szöveg:Minya Ágnes, Szabó Anita, Szirmai Hedvig
- Hangmérnök: Kis Pál
- Vágó: Bogdán Anikó
- Szinkronrendező: Pócsik Ildikó
- Produkciós vezető: Kicska László
- Felolvasó: Korbuly Péter
- Főcímdal: Nádasi Veronika

### Magyar hangok
- Albert Gábor – Murray
- Bácskai János – Donald Sertori
- Berecz Kristóf Uwe – Elliott Gilbert
- Berkes Bence – Enzo
- Bodrogi Attila – Danny
- Csuha Bori – Teddy
- Haffner Anikó – Rikki Chadwick
- Harcsik Róbert – Harrison Bennett
- Horváth-Töreki Gergely – polgármester
- Joó Gábor – Zane Bennett
- Juhász Zoltán – Robby és Bobby
- Kajtár Róbert – Marcel
- Király Adrián – Stanley Finch
- Laurinyecz Réka – Miriam Kent
- Maday Gábor – Burke
- Mahó Andrea – Cleo Sertori
- Markovics Tamás – Lewis McCartney
- Mezei Kitty – Emma Gilbert
- Moser Károly – Byron
- Nádasi Veronika – Sue
- Németh Kriszta – Cynthia
- Pekár Adrienn – Abby
- Renácz Zoltán – Jonas
- Sági Tímea – Carlotta
- Sörös Miklós – Ziggy
- Szatmári Attila – Jeff
- Szűcs Anna Viola – Kim Sertori
- Szűcs Péter Pál – Terry Chadwick
- Tarján Péter – Lambert
- Tóth Szilvia – Olga
- Vámos Mónika – Zita
- Vári Attila – Bernie

További magyar hangok: Berkes Boglárka, Bolla Róbert, Bor László, Csuha Lajos, Kapácsy Miklós, Kántor Kitty, Petridisz Hrisztosz, Potocsny Andor, Szabó Zselyke, Tamási Nikolett

## Epizódok

### Évados áttekintés
| Évad | Évad | Epizódok | Eredeti sugárzás | Eredeti sugárzás | Magyar sugárzás  | Magyar sugárzás  |
| Évad | Évad | Epizódok | Évadpremier      | Évadfinálé       | Évadpremier      | Évadfinálé       |
| ---- | ---- | -------- | ---------------- | ---------------- | ---------------- | ---------------- |
|      | 1    | 13       | 2015. május 22.  | 2015. május 22.  | 2018. január 6.  | 2018. január 18. |
|      | 2    | 13       | 2015. július 15. | 2015. július 15. | 2018. január 19. | 2018. január 31. |

### 1. évad
| #   | #   | Eredeti cím               | Magyar cím            | Képes forgatókönyv | Forgatókönyv                    | Eredeti premier | Magyar premier   |
| --- | --- | ------------------------- | --------------------- | ------------------ | ------------------------------- | --------------- | ---------------- |
| 1.  | 1.  | The Secret of Mako Island | A Mako-sziget titka   | Janek Polak        | Delphine Dubos, Franck Soullard | 2015. május 22. | 2018. január 6.  |
| 2.  | 2.  | Caught in the Net         | A háló fogságában     | Tian Xiao Zhang    | Delphine Dubos                  | 2015. május 22. | 2018. január 7.  |
| 3.  | 3.  | The White Mermaid         | A fehér sellő         | Tian Xiao Zhang    | Franck Soullard                 | 2015. május 22. | 2018. január 8.  |
| 4.  | 4.  | A Stormy Party            | Egy viharos parti     | Jacky Bretaudeau   | Franck Soullard                 | 2015. május 22. | 2018. január 9.  |
| 5.  | 5.  | Mako Island Hotel         | Mako-sziget Hotel     | Vincent Guerin     | Franck Soullard                 | 2015. május 22. | 2018. január 10. |
| 6.  | 6.  | The Mysterious Seaweed    | A rejtélyes hínár     | Vincent Guerin     | Delphine Dubos                  | 2015. május 22. | 2018. január 11. |
| 7.  | 7.  | It's in the Bag!          | Nejlonzacskó          | Janek Polak        | Delphine Dubos                  | 2015. május 22. | 2018. január 12. |
| 8.  | 8.  | Dolphin City Triangle     | Delfinváros-háromszög | Thibaud Descamps   | Delphine Dubos                  | 2015. május 22. | 2018. január 13. |
| 9.  | 9.  | Poseidon's Daughter       | Poszeidón lánya       | Vincent Guerin     | Franck Soullard                 | 2015. május 22. | 2018. január 14. |
| 10. | 10. | Dolphin City Mascot       | Delfinváros kabalája  | Vincent Guerin     | Delphine Dubos                  | 2015. május 22. | 2018. január 15. |
| 11. | 11. | Bad Waves                 | Rossz hullámok        | Janek Polak        | Franck Soullard                 | 2015. május 22. | 2018. január 16. |
| 12. | 12. | Jaws-ache!                | Fájó cápafog          | Thibaud Descamps   | Delphine Dubos                  | 2015. május 22. | 2018. január 17. |
| 13. | 13. | The Lost Ring             | Az elveszett gyűrű    | Janek Polak        | Franck Soullard                 | 2015. május 22. | 2018. január 18. |

### 2. évad
| #   | #   | Eredeti cím                     | Magyar cím              | Képes forgatókönyv | Forgatókönyv                     | Eredeti premier  | Magyar premier   |
| --- | --- | ------------------------------- | ----------------------- | ------------------ | -------------------------------- | ---------------- | ---------------- |
| 14. | 1.  | Reported Missing                | Bejelentett eltűnés     | Vincent Guerin     | Delphine Dubos                   | 2015. július 15. | 2018. január 19. |
| 15. | 2.  | Memory Lapse                    | Emlékezetkiesés         | Thibaud Descamps   | Franck Soullard                  | 2015. július 15. | 2018. január 20. |
| 16. | 3.  | Valentines Day                  | Valentin nap            | Dorothée Robert    | Hadrien Soulez-Larivière         | 2015. július 15. | 2018. január 21. |
| 17. | 4.  | Kidnapped!                      | Delfinrablás            | Vincent Guerin     | Florence Canta, Eric-Paul Marais | 2015. július 15. | 2018. január 22. |
| 18. | 5.  | A Strange Phenomenon            | Különös jelenség        | Dorothée Robert    | Hadrien Soulez-Larivière         | 2015. július 15. | 2018. január 23. |
| 19. | 6.  | Handle with Care                | Vigyázat! Törékeny!     | Janek Polak        | Delphine Dubos                   | 2015. július 15. | 2018. január 24. |
| 20. | 7.  | The Return of the White Mermaid | A fehér sellő visszatér | Thibaud Descamps   | Franck Soullard                  | 2015. július 15. | 2018. január 25. |
| 21. | 8.  | Three Days Underwater           | Három nap a víz alatt   | Vincent Guerin     | Hadrien Soulez-Larivière         | 2015. július 15. | 2018. január 26. |
| 22. | 9.  | Robot Duel                      | Robot párbaj            | Janek Polak        | Franck Soullard                  | 2015. július 15. | 2018. január 27. |
| 23. | 10. | The Creature from the Bay       | Lény az öbölben         | Dorothée Robert    | Delphine Dubos                   | 2015. július 15. | 2018. január 28. |
| 24. | 11. | Underwater Takeover             | Vízalatti fordulat      | Dorothée Robert    | Franck Soullard                  | 2015. július 15. | 2018. január 29. |
| 25. | 12. | Imminent Danger                 | Közelgő veszély         | Vincent Guerin     | Delphine Dubos                   | 2015. július 15. | 2018. január 30. |
| 26. | 13. | Trapped                         | Csapdában               | Vincent Guerin     | Hadrien Soulez-Larivière         | 2015. július 15. | 2018. január 31. |